# Bout de Zan aime l'Italie
Pour plus de détails, voir Fiche technique et Distribution.
Bout de Zan aime l'Italie est un film muet français réalisé par Louis Feuillade, sorti en 1915.
Ce film fait partie de la série des Bout de Zan.

## Fiche technique
- Titre : Bout de Zan aime l'Italie
- Réalisation : Louis Feuillade
- Scénario : Louis Feuillade
- Société de production : Société des Établissements L. Gaumont
- Société de distribution : Comptoir Ciné-Location
- Pays d'origine :  France
- Langue : film muet avec les intertitres en français
- Format : Noir et blanc — 35 mm — 1,33:1 — Muet
- Genre : Comédie
- Métrage : 150 mètres (1 bobine)
- Durée : 5 minutes et 30 secondes
- Dates de sortie : 
  -  France : 1915

## Distribution
- René Poyen : Bout de Zan